# Vlastimil Tlustý
Vlastimil Tlustý (* 19. září 1955 Slaný) je český politik, předlistopadový člen KSČ, v 90. letech 20. století a v 1. dekádě 21. století poslanec České národní rady a Poslanecké sněmovny za Občanskou demokratickou stranu, v letech 2006–2007 ministr financí v první Topolánkově vládě. Následně se však s Mirkem Topolánkem rozešel, ostře ho kritizoval a stavěl se proti vládní politice. V březnu 2009 i jeho hlasem vyslovila Poslanecká sněmovna nedůvěru druhé Topolánkově vládě. Jeho členství v ODS zaniklo kandidaturou za hnutí Libertas.cz ve volbách do Evropského parlamentu v roce 2009.

## Biografie
Po vystudování Fakulty mechanizační Vysoké školy zemědělské v Praze a aspirantuře ve Výzkumném ústavu zemědělské techniky v Praze začal pracovat jako výzkumný pracovník, později byl zaměstnán jako odborný asistent na VŠZ.
Vlastimil Tlustý je ženatý, má jednu dceru.

## Politická kariéra
Ve druhé polovině 80. let vstoupil do KSČ. Podle různých vlastních tvrzení podal přihlášku v letech 1985 nebo 1986; jako datum počátku členství se objevuje také červen 1988 (vysvětlením tohoto rozdílu může být kandidátská lhůta, než se žadatel stal plným členem). Po 17. listopadu 1989 ze strany vystoupil.
V roce 1991 vstoupil do ODS. V letech 1991 až 1992 byl náměstkem ministra zemědělství ČR, ale ministr Josef Lux ho odvolal s odkazem na střet zájmů, jelikož Tlustého rodina měla poradenskou firmu.
Ve volbách v roce 1992 byl zvolen do České národní rady za ODS (volební obvod Středočeský kraj). Od vzniku samostatné České republiky v lednu 1993 byla ČNR transformována na Poslaneckou sněmovnu Parlamentu České republiky. V ní obhájil mandát ve volbách v roce 1996, volbách v roce 1998, volbách v roce 2002 a volbách v roce 2006. Poslancem tak byl nepřetržitě v letech 1992–2010. V letech 1992–1996 zastával post předsedy zemědělského výboru sněmovny, v letech 1996–1998 byl jeho řadovým členem a zároveň místopředsedou rozpočtového výboru a v období leden – červen 1998 i členem organizačního výboru sněmovny. V lednu 1998 se zároveň stal předsedou poslaneckého klubu ODS. Post předsedy klubu ODS si udržel až do září roku 2006. V letech 1998–2002 působil jako předseda rozpočtového výboru a člen organizačního výboru. Ve volebním období 2002–2006 zastával funkci místopředsedy rozpočtového výboru a člena organizačního výboru.
V roce 1998 se stal také stínovým ministrem financí ODS.

### Ministr
4. září 2006 byl Tlustý jmenován ministrem financí v menšinové vládě Mirka Topolánka. Poté, co vláda 3. října nezískala důvěru, zůstala pověřena výkonem funkce až do jmenování koaliční vlády v lednu 2007, v níž již nezasedal.
Po jmenování ministrem dal Tlustý v září 2006 za více než 800 tisíc Kč uveřejnit v novinách inzerát Informace pro občany ČR o stavu veřejných financí, kritizující státní rozpočet na rok 2007 připravený ještě Paroubkovou vládou a uvádějící, že celkové dluhy veřejných rozpočtů ČR činí 1,3 bilionu korun. Podle metodiky EU však šlo o necelý bilión; Tlustý započítal i vysoké odhady různých dalších možných závazků jako úhrad likvidace ekologické zátěže, a maximální možné prohry v arbitrážích proti státu atp. Vedle České strany sociálně demokratické, která označila inzerát za nepravdivý a propagandistický, ho kritizoval i mnohaletý první náměstek MF, expert na sestavování státního rozpočtu Eduard Janota, který uvedené cifry zpochybnil a distancoval se od použití svého jména v inzerátu jako zdroje dat. Tlustý ho nato odvolal z funkce. Po Tlustého odchodu z ministerstva se na ně Janota vrátil.
Ihned po nástupu na ministerstvo Tlustý odvolal vedoucího odboru dohledu nad loteriemi Pavla Němce, který chtěl zpřísnit podmínky pro provoz tzv. videoterminálů, což jsou prakticky hrací automaty, vinou mezery v zákoně však nepodléhající regulaci obcí. Místo něj jmenoval Petra Vrzáně, bývalého poslance SPR-RSČ. Poté vyšlo najevo, že Tlustého manželka i otec působí ve firmě pronajímající prostory pro provoz sportovních barů a heren.
Tlustého působení na ministerstvu je významné zejména uzavřením smíru v arbitráži s japonskou bankou Nomura v kauze IPB za podmínek, které nebyly zveřejněny.

### Rebel
V koaliční vládě Tlustého na ministerstvu financí nahradil Miroslav Kalousek (KDU-ČSL), jehož kroky Tlustý soustavně kritizoval. Stále ostřejší konflikt se rozhořel i s premiérem a předsedou strany Mirkem Topolánkem; Tlustý tvrdí, že zrazuje volební program ODS a reforma veřejných financí, pro kterou hlasoval až po velkém odporu, složitých jednáních a zisku řady příslibů, je polovičatá a neefektivní.
V červnu 2007 Tlustý založil v ODS "reformní parlamentní platformu". V červnu 2008 Tlustý a poslanci Jan Schwippel a Juraj Raninec pomohli levicové opozici zamítnout vládní návrh zákona o restituci majetku a finančním odškodnění církví. V červenci 2008 Tlustý prohlásil, že by mohl hlasovat pro ekonomické návrhy opozice. Tlustého a Topolánkův spor vyvrcholil v září 2008 tzv. Moravovou aférou, v souvislosti s níž Tlustého nejbližší spojenci, Schwippel a Raninec, opustili poslanecký klub ODS. Od té doby se spekulovalo o tom, že Tlustý vysloví Topolánkově vládě nedůvěru, což se stalo 24. března 2009, kdy Topolánkova vláda padla. Následně byl Tlustý vyloučen z poslaneckého klubu ODS a ohlásil úmysl kandidovat ve volbách do Evropského parlamentu za stranu Libertas.cz, kterou založil Vladimír Železný.

### Hnutí Přísaha
V roce 2023 se stal poradcem předsedy hnutí Přísaha Roberta Šlachty. V červenci 2025 se stal garantem ekonomického programu hnutí pro sněmovní volby v roce 2025.

## Kritika a aféry

### Členství v KSČ
Častá kritika míří na Tlustého předlistopadové členství v KSČ. Mezi nejznámějšími výroky Miloše Zemana se uvádí i „O jeho IQ svědčí, že vstoupil do KSČ v roce 1989“ (sic) na Tlustého adresu.[zdroj?] Tlustý se výtkám bránil slovy „Já jsem u komunistů byl, ale nikdy jsem komunisticky nekonal a nemyslel“; takové rozlišování se samo stalo terčem další kritiky jakožto nemorální prospěchářství.[zdroj?]

### Financování rodinné vily
V období skandálu kolem financování bytu Stanislava Grosse na jaře 2005 se objevilo obdobné podezření kolem vily Vlastimila Tlustého; ten si však podle svého tvrzení peníze legálně půjčil a již vrátil a nechce věc dále komentovat. Podklady k této půjčce ukázal pouze moderátorovi politického diskusního pořadu České televize Václavu Moravcovi.

### Střet zájmů v ČKA
Na jaře 2005 Česká televize označila jako možný střet zájmů přítomnost Tlustého manželky a otce v orgánech firmy JMT CZ, které předchozího roku poskytla dvacetimiliónový úvěr 1. městská banka, ovládaná finanční skupinou PPF; ta v roce 2003 vyhrála miliardový tendr na odkup pohledávek České konsolidační agentury, kde byl Tlustý předsedou dozorčí rady. Tlustý prohlásil, že o podnikání své ženy nemá bližší informace.

### Provokace s kompromitujícími materiály
V záři 2008 byl zveřejněn případ, v němž Tlustý vytvořil s TV Nova falešné kompromitující fotografie, na kterých byl zachycen s figurantkou. Ty pak byly novináři vydávajícími se za soukromou agenturu nabízeny některým politikům a lobbistům. Zájem o fotografie projevil Tlustého stranický kolega, poslanec Jan Morava, který je nabídl novinářům z deníku MF Dnes. Grémium ODS vyzvalo v reakci na skandál oba poslance k rezignaci na poslanecký mandát, což Tlustý odmítl.,, Tlustý odmítl rezignovat na svůj mandát a neúspěchem skončila i snaha ze strany ho vyloučit, když se místní sdružení ODS v Rakovníku postavilo proti vyloučení poslance Vlastimila Tlustého ze strany.

### Stranická volební agitace za slib 10 milionů ze státní pokladny
V pořadu „Natvrdo“ TV Nova poslanec Tlustý uvedl, že fotbalista Milan Baroš pózoval na volebních plakátech ODS za slib 10 milionů korun ze státní pokladny. Podle Tlustého získal Baroše pro předvolební kampaň ODS v roce 2006 za slib štědré státní dotace pro založení mládežnické fotbalové akademie.

### Údajná spolupráce s organizovaným zločinem a činnost na ministerstvu financí
Z policejních odposlechů z let 1999–2001 vyplývá, že Tlustý spolupracoval s „kmotrem“ českého podsvětí Františkem Mrázkem. Tlustý mu měl dělat informátora přes prostředníka Igora Šafranka. Za to měl dostat dva až tři miliony korun. Tlustý popřel, že by za ty služby přijal jakékoliv peníze, a když zjistil, že prostředník má nekalé úmysly, ukončil s ním styky.
Premiér Mirek Topolánek řekl, že Tlustý a jeho kolegové na ministerstvu financí na podzim 2006 "řádili jako černá ruka". Z toho důvodu musel Tlustého ihned odvolat.